# Jerzy Pietrzak (fizyk)

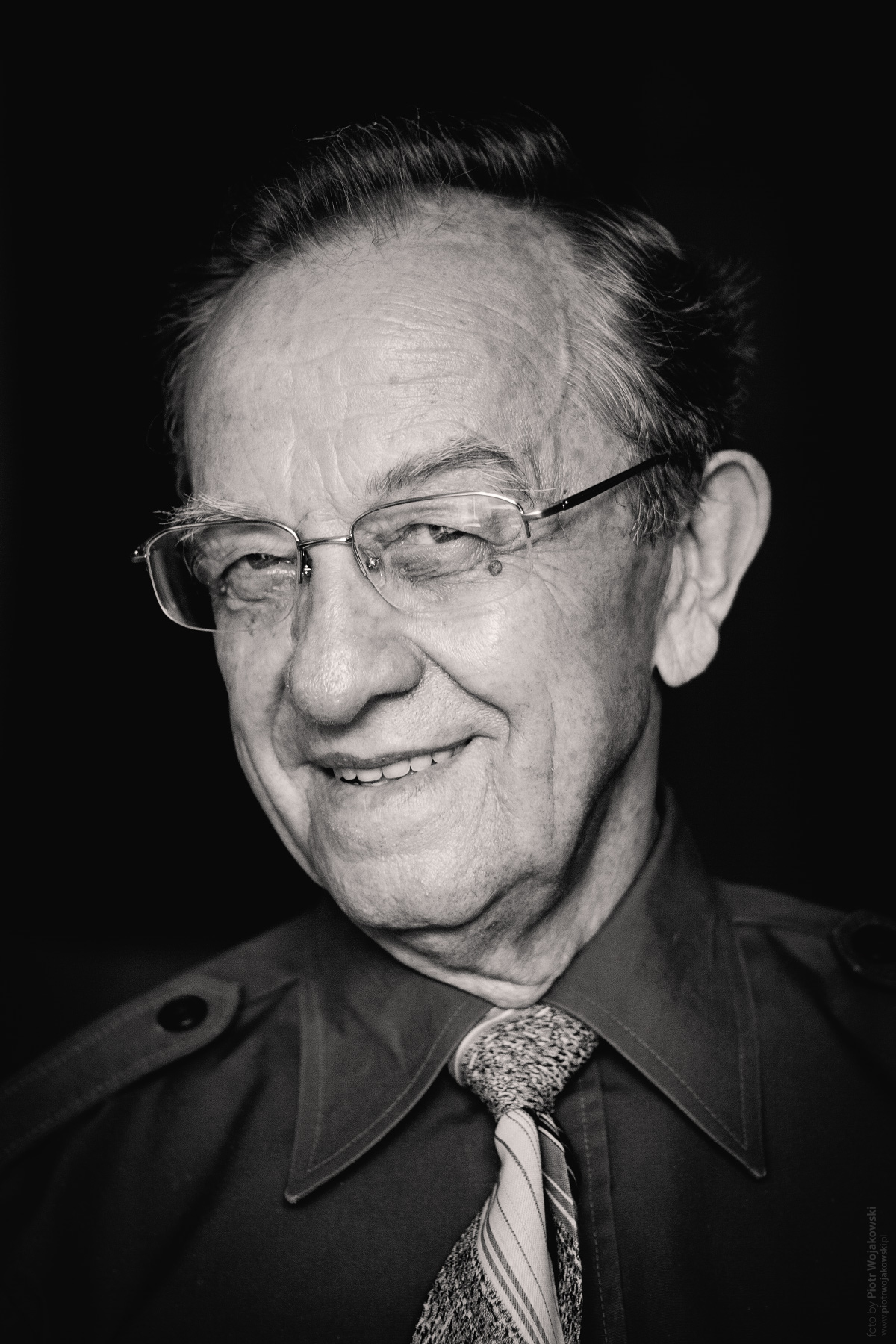
prof. Jerzy Pietrzak (24 lipca 2006)

Jerzy Antoni Pietrzak (ur. 1 kwietnia 1928 w Barcinie, zm. 13 maja 2011 w Poznaniu) – polski fizyk, prof. zw. em. dr hab. Wydziału Fizyki Uniwersytetu im. Adama Mickiewicza w Poznaniu.

## Życiorys
Urodził się 1 kwietnia 1928 w Barcinie (woj. kujawsko-pomorskie) jako syn Antoniego i Teodozji z.d. Kierzkowskiej. Uczęszczał do Liceum Ogólnokształcącego im. J. Kasprowicza w Inowrocławiu. 
Uczeń profesora Arkadiusza Piekary.
Tytuł zawodowy magistra uzyskał w 1952, w 1962 stopień naukowy doktora nauk fizycznych w zakresie fizyki doświadczalnej, w 1966 doktora habilitowanego, a w 1980 tytuł naukowy profesora.
Od 1981 pracował na stanowisku profesora zwyczajnego na Uniwersytecie im. Adama Mickiewicza w Poznaniu.
W latach 1963-1964 odbył staż podoktorski na Uniwersytecie w Petersburgu a w 1968r. w Instytucie Związków Organicznych Akademii Nauk w Moskwie.
Pełnione funkcje:
- od 1968 przewodniczący Komitetu Okręgowego Olimpiady Fizycznej[3]
- w latach 1969-1981 zastępca dyrektora ds. rozwoju kadry naukowo-dydaktycznej Instytutu Fizyki UAM[4]
- członek komisji senackiej do spraw lokalowych uczelni[3]
- w latach 1974–1998 kierownik Zakładu Spektroskopii Ciała Stałego Instytutu Fizyki UAM
- członek zarządu Związku Zawodowego Pracowników UAM[5]

Przez wiele lat razem z Franciszkiem Kaczmarkiem i Teodorem Krajewskim badał zjawiska opóźnione, tj. przenikalność elektryczną po przyłożeniu pola elektrycznego oraz zjawiska opóźnione w ferroelektrykach (A. Piekara, J. Pietrzak, F. Kaczmarek, Z. Pająk).
Znakomity specjalista w dziedzinie fizyki doświadczalnej oraz w zakresie spektroskopii ciała stałego. Specjalizował się w mikroskopii mikrofalowej, w szczególności w zakresie jej wykorzystania do badania biomateriałów. Był konstruktorem pierwszej w Polsce aparatury Spektroskopii Elektronowego Rezonansu Paramagnetycznego (EPR) oraz Jądrowego Rezonansu Kwadrupolowego (NQR). Autor licznych publikacji naukowych. Był recenzentem w wielu czasopismach naukowych oraz przewodach doktorskich, habilitacyjnych i profesorskich.
Wypromował ponad 200 magistrów i 20 doktorów.
Członek wielu towarzystw naukowych (m.in. Członek Polskiej Akademii Nauk).
Uhonorowany odznaczeniami państwowymi i resortowymi. W 1970 odznaczony Srebrnym Krzyżem Zasługi.
Zmarł 13 maja 2011 w Poznaniu, gdzie został pochowany 20 maja na Cmentarzu Junikowskim.